# Christian Förner
Christian Förner (* 1609 in Löbejün; † 1678 in Wettin) war ein deutscher Orgelbauer.

## Leben
Förner erlernte das Orgelbauhandwerk vermutlich bei seinem Schwager Johann Wilhelm Stegmann in Wettin. Später soll er in den Niederlanden seine Orgelmacherkunst perfektioniert haben.
Förner vereinigte in sich einen Orgelbauer, Naturwissenschaftler und Erfinder. Verschiedene Quellen zeugen von seiner Vielseitigkeit in technischen und naturwissenschaftlichen Belangen. So heißt es, dass er „nicht nur das Feldmessen, Visieren, die Wasser-Künste, und etlicher massen die Büchsenmeistery, sondern auch allerhand treffliche mechanische Handgriffe, und absonderlich die Eigenschaften des Feuers und Wassers wohl verstanden“  hat.  Erfindungen und Neuerungen begleiteten sein Schaffen. Im Zusammenhang mit der Anfertigung seiner Orgel in der St. Ulrichskirche in Halle (Saale) baute er „einen überaus schönen und nützlichen modum [...], daß bey währender Stimmung die Pfeiffen nicht mit dem Munde dürffen intonirt werden.“
Eine weitere und wohl die bekannteste Erfindung Förners ist die Windwaage, ein bis heute noch im Orgelbau verwendetes Gerät zum Messen des Winddrucks. Diese Erfindung datiert kaum 30 Jahre später, als die Lehre vom Luftdruck und seiner Messung durch Galilei und Toricelli aufgestellt wurde. Das Gerät ist dazu bestimmt, die Stärke des Orgelwindes zu messen und wurde von Förner zum ersten Mal beim Bau der Orgel für den Dom zu Halle (Saale) verwendet. Förner hat seinen Instrumenten 45° bis 46° Wind gegeben.  Dieser relativ hohe Winddruck ist nicht unüblich im Orgelbau jener Zeit. Er präzisierte die Ansprache der Pfeifen, hob dadurch ihren Klangcharakter und verbesserte die Spielbarkeit insbesondere der großen Pedalstimmen sowie vieler Zungenregister.
Von großer musikhistorischer Bedeutung war Förner, weil er als erster eine in allen Tonarten des Quintenzirkels spielbare wohltemperierte Stimmung entwickelte. Belegt und beschrieben ist diese Stimmung für die 1668–1673 in der Schloßkirche Weißenfels erbaute Orgel. In der Förner-Stimmung schweben alle 12 Quinten mit der gleichen Schwebungsfrequenz, jedoch sind acht Quinten unterschwebend (ca. 5–6 Cent kleiner als rein) und vier Quinten überschwebend (ca. 3–5 Cent größer als rein). Die überschwebenden Quinten sind so über den Quintenzirkel verteilt, dass jede große Terz mindestens eine, maximal zwei überschwebende Quinten enthält. Durch diese Verteilung gibt es keine annähernd reinen großen Terzen; die saubersten Terzen auf c, e und f sind ca. 10 Cent größer als die reine große Terz (386 Cent). Die schlechtesten Terzen auf cis, fis und gis sind 18–20 Cent größer als rein, aber noch erträglich. Die Förner-Stimmung unterscheidet sich stark von der im 17. Jahrhundert dominierenden mitteltönigen Stimmung: Anders als diese besitzt sie weder reine oder annähernd reine Terzen, noch eine Wolfsquinte, und auch das quintbasierte Stimmverfahren ist völlig anders als das terzbasierte Stimmverfahren der mitteltönigen Stimmung.
Vermutet wird, dass die Förner-Stimmung von Förners Schülern Zacharias Thayßner, Christoph Junge, Tobias Gottfried Trost und Förners Enkelschülern (darunter Tobias Heinrich Gottfried Trost und Johann Friedrich Wender) aufgegriffen und weiter verbreitet wurde. Zacharias Thayßner hat 1677–1682 die Orgel der Stiftskirche St. Servatii in Quedlinburg gebaut, an der Andreas Werckmeister amtierte, und versprach schon im Vertrag 1677 eine in allen Tonarten brauchbare Temperatur. Vermutet wird ebenfalls, dass einige Orgelwerke von Dietrich Buxtehude, die eine wohltemperierte Stimmung voraussetzen, in Zusammenhang mit dieser Orgel stehen könnten: Buxtehude war befreundet mit Andreas Werckmeister und ließ diesem nachweislich eine Vielzahl seiner Orgelwerke zukommen. Manche dieser Werke könnte er speziell für Werckmeister und dessen wohltemperierte Thayßner-Orgel geschrieben haben. Johann Friedrich Wender erbaute 1687–1691 die Orgel von Divi Blasii in Mühlhausen und 1699–1703 die Orgel der Bonifatiuskirche (heute Bach-Kirche) in Arnstadt. An diesen beiden Orgeln amtierte der junge Johann Sebastian Bach in den Jahren 1703 bis 1708. Sie ermöglichten es ihm, von Anfang an Orgelwerke zu schreiben, die weit über die Tonarten hinausgehen, welche die rein mitteltönige Stimmung zulässt. Die Stimmpraxis von Wender und Trost lässt sich jedoch nicht genau belegen und ist bei den genannten Orgeln nicht nachgewiesen. Denkbar sind auch modifiziert mitteltönige Stimmungen.
Förner starb 1678 als Junggeselle in Wettin.

## Werke
Von den Instrumenten Christian Förners ist, ausgenommen einige ganz oder teilweise erhaltene Orgelgehäuse, keines mehr vorhanden. Folgende Reparaturen und Neubauten sind heute bekannt:
| Jahr       | Ort             | Kirche             | Bild | Manuale | Register | Bemerkungen |
| ---------- | --------------- | ------------------ | ---- | ------- | -------- | --- |
|            | Croppenstedt    | Kirche             |      |         |          | Reparatur der Orgel von Elias Compenius |
|            | Halberstadt     | Franziskanerkirche |      |         |          | Reparatur der Orgel |
|            | Gröningen       | Schloßkirche       |      |         |          | Reparatur der Orgel |
| 1661       | Halberstadt     | St. Martini-Kirche |      |         |          | Reparatur der Orgel von David Beck |
| 1667       | Halle (Saale)   | Dom                |      | II      | 26       | Orgelneubau |
| 1670 (ca.) | Fischbeck/Weser | Kirche             |      |         |          | |
| 1673       | Weißenfels      | Schlosskirche      |      | II/P    | 30       | Gehäuse erhalten |
| 1675       | Halle (Saale)   | St. Ulrichskirche  |      | II/P    | 32       | Die Ausführung des Neubaus der Orgel übertrug Förner dem in Halle ansässigen Orgelmacher Ludwig Compenius (II.). Förner selbst behielt die vertragliche Verantwortung gegenüber dem Auftraggeber, lieferte den Entwurf und führte die Aufsicht über die Arbeiten. Im Vertrag vom 8. Mai 1673 heißt es: „Es hat Herr Vörner Herrn Compenio gemeltes Wergk, weil Er es selbsten zu verfertigen nicht vermag, dergestalt zu machen überlassen, daß Er selbiges, den mit der Kirche und Ihm getroffenen Contracte nach, … setzen möge. Jedoch behält sich Herr Vörner bey solchem Orgelbaue von Anfang bis zu Ende vor die völlige Ober-Inspection, Direction und Disposition, alle und jede Processe wehrender Arbeit anzugeben und dirigieren“. Für seine Arbeit erhielt Compenius von Förner 800 Taler. Als Gesamtsumme setzte Förner der Kirchengemeinde 960 Taler in Rechnung. Von der Orgel ist nur noch das Prospekt mit Pfeifen erhalten. |

## Diskographie
- "J.S. Bach und mitteldeutsche Orgelmusik des 16.-18. Jh. - Die Orgel der Schlosskirche in Weißenfels / Alexander Koschel", F-3905-9,  FAGOTT-Orgelverlag
- "The organ of the castle church in Weißenfels - Die Orgel der Schlosskirche in Weißenfels / Alexander Koschel", F-3907-2, FAGOTT-Orgelverlag